# Siciliaanse Vespers

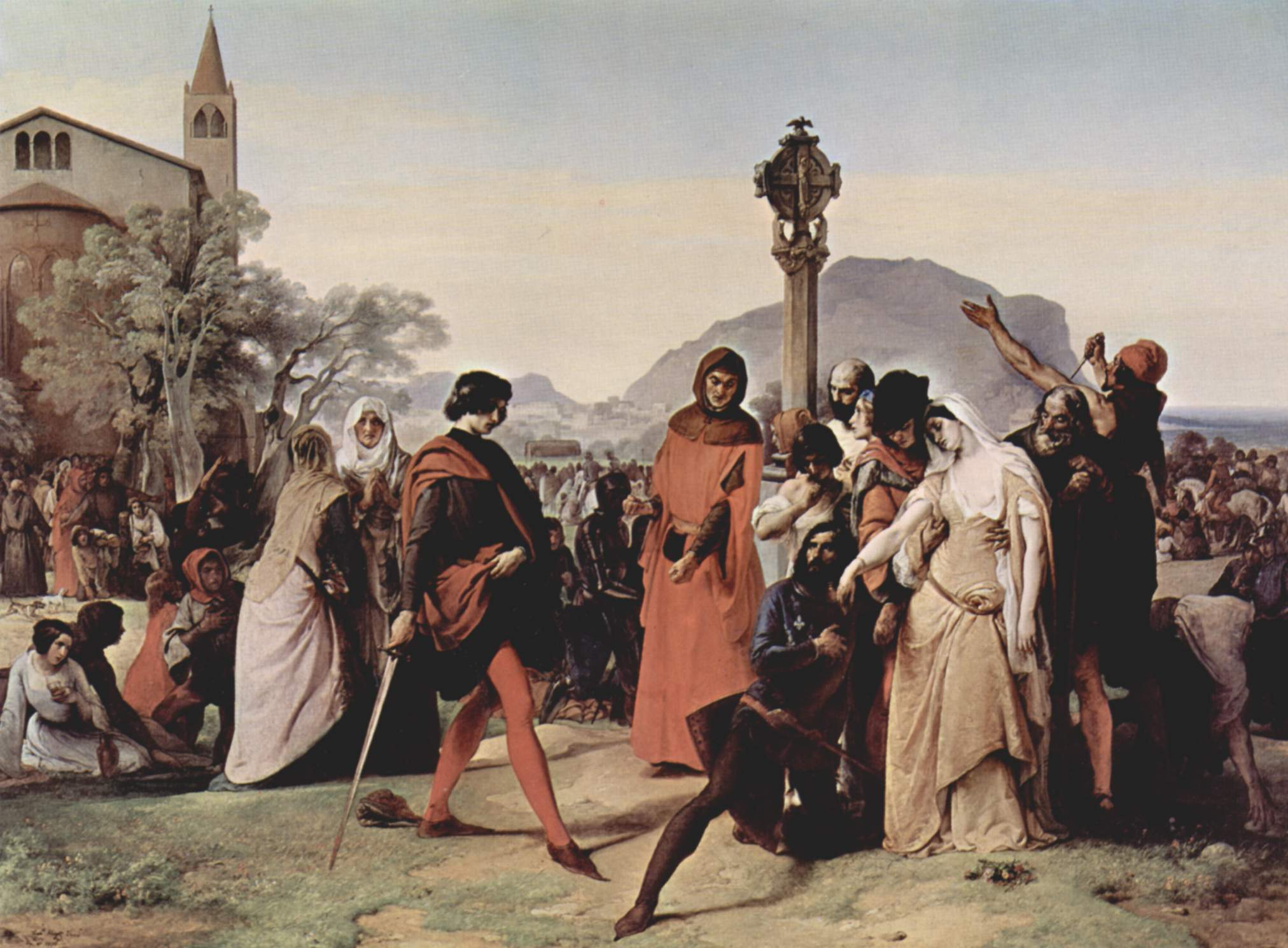
Siciliaanse Vespers (1846), door Francesco Hayez

De Siciliaanse Vespers (Italiaans I Vespri Siciliani) is de populaire naam voor de volksopstand die op 31 maart 1282 te Palermo op Sicilië uitbrak en zich vandaar over het gehele eiland verbreidde.
Het was een vrij algemeen verzet uit ongenoegen tegen de heerschappij van koning Karel van Anjou. Deze had met harde hand zijn gezag opgelegd en daarbij zowel de moslims (die er nog steeds een belangrijke plaats innamen) als de aanhangers van de door hem verdreven Hohenstaufen (Manfred en Konradijn), tegen zich in het harnas gejaagd. Hij had ze van hun land en privileges beroofd, hen verjaagd en vervangen door edelen en boeren uit de Franse Provence.
Bovendien hief hij zware belastingen met het oog op zijn geplande oorlog tegen het Byzantijnse Rijk. Internationaal was een van de vijanden van Karel van Anjou dus de Byzantijnse keizer. Een andere was Peter III van Aragón, die door zijn huwelijk met een dochter van Manfred, Constance, aanspraak kon maken op de Siciliaanse troon.
Karel had in 1282 een grote vloot klaar voor een expeditie tegen Byzantium, toen in maart de opstand uitbrak. Aanleiding was, volgens een volksverhaal de belediging van een Siciliaanse vrouw door Drouet, een Frans soldaat. De vrouw was op weg naar de avonddienst (de vespers) in de kerk Santo Spirito te Palermo en werd door de Fransman gefouilleerd op verboden wapenbezit. Dit ontaardde in een publiek schandaal. In de kerk werd de man neergestoken, wat het sein gaf tot een algemene moordaanval op al wat Frans (Provençaals) was. Er vielen veel slachtoffers.

## Oorlog van de Siciliaanse Vespers
In september bereikte Peter III van Aragón met zijn troepen Palermo. Hij werd enthousiast onthaald door de bevolking en liet zich in 1283 tot koning van Sicilië kronen. In juni 1284 werd tijdens een zeeslag in de buurt van Napels de zoon van Karel van Anjou, Karel II van Napels, verslagen door de Aragonezen en gevangengenomen.
De Spaanse inmenging bracht echter ook de Fransen in de oorlog, onder Filips III. Filips was de neef van Karel van Anjou en kreeg van de (Franse) paus Martinus IV de opdracht om het regime van Peter omver te werpen. In 1285 kreeg dit plan concrete vorm en trok Philips met een groot leger over de Pyreneeën. Zelfs de dood van Karel van Anjou (januari) en Martinus IV (maart) konden hem niet tegenhouden. Maar in oktober kwam Filips zelf te overlijden en in november was het de beurt aan Peter van Aragon.
Eduard I van Engeland had al vroeg diplomatieke initiatieven gestart om een einde te maken aan de oorlog tussen de Franse koning, zijn leenheer voor Aquitanië, en de Spaanse koning, met wie hij familiebanden had. Tussen de twee jonge troonopvolgers kon hij in 1286 een wapenstilstand bewerkstelligen en in 1289 werd de troonopvolger van Karel van Anjou vrijgelaten.
Na nog verscheidene pogingen van het huis van Anjou om de kansen te keren, kwam het eiland in 1302 formeel toe aan Aragon volgens de Vrede van Caltabellotta; na verloop van tijd zou het tot een onafhankelijk koninkrijk uitgroeien.